# Piz Padella
Piz Padella är en bergstopp i Schweiz.   Den ligger i regionen Maloja och kantonen Graubünden, i den östra delen av landet, 190 km öster om huvudstaden Bern. Toppen på Piz Padella är 2 856 meter över havet, eller 128 meter över den omgivande terrängen. Bredden vid basen är 0,90 km.
Terrängen runt Piz Padella är huvudsakligen bergig, men västerut är den kuperad. Närmaste större samhälle är St. Moritz, 3,8 km söder om Piz Padella. 
Trakten runt Piz Padella består i huvudsak av gräsmarker. Runt Piz Padella är det ganska glesbefolkat, med 31 invånare per kvadratkilometer.